# 감로 (위)
감로(甘露)는 중국 조위의 황제 조모(曹髦)의 두 번째 연호이다. 256년 6월에서 260년 5월까지 5년 동안 사용하였다.
같은 시기에 사용된 다른 연호로는 촉한(蜀漢)에서 사용한 연희(延熙 : 238년 ~ 257년), 경요(景耀 : 258년 ~ 263년), 오(吳)에서 사용한 오봉(五鳳 : 254년 ~ 256년), 태평(太平 : 256년 ~ 258년), 영안(永安 : 258년 ~ 264년)이 있다.

## 개원
정원(正元) 3년 6월 1일(256년 7월 10일)에 연호를 감로(甘露)로 개원함.

## 연대대조표
| 감로                | 원년                           | 2년        | 3년                 | 4년        | 5년        |
| 서력                | 256년                          | 257년      | 258년               | 259년      | 260년      |
| 육십간지 (六十干支) | 병자(丙子)                     | 정축(丁丑) | 무인(戊寅)          | 기묘(己卯) | 경진(庚辰) |
| 촉한 (蜀漢)         | 연희(延熙) 19년                | 20년       | 경요(景耀) 원년     | 2년        | 3년        |
| 오(吳)              | 오봉(五鳳) 3년 태평(太平) 원년 | 2년        | 3년 영안(永安) 원년 | 2년        | 3년        |

## 삭일(1일)
| 감로 원년 (256년) | 1월             | 2월             | 3월             | 4월             | 5월             | 6월             | 7월             | 8월             | 9월             | 10월            | 11월            | 12월            |                 |
| ----------------- | --------------- | --------------- | --------------- | --------------- | --------------- | --------------- | --------------- | --------------- | --------------- | --------------- | --------------- | --------------- | --------------- |
| 삭일(음력)        | 무인일 (戊寅日) | 무신일 (戊申日) | 정축일 (丁丑日) | 정미일 (丁未日) | 병자일 (丙子日) | 병오일 (丙午日) | 을해일 (乙亥日) | 을사일 (乙巳日) | 갑술일 (甲戌日) | 갑진일 (甲辰日) | 계유일 (癸酉日) | 계묘일 (癸卯日) |                 |
| 율리우스력        | 256년 2월 13일  | 3월 14일        | 4월 12일        | 5월 12일        | 6월 10일        | 7월 10일        | 8월 8일         | 9월 7일         | 10월 6일        | 11월 5일        | 12월 4일        | 257년 1월 3일   |                 |
| 감로 2년 (257년)  | 1월             | 2월             | 3월             | 4월             | 5월             | 6월             | 7월             | 8월             | 9월             | 10월            | 윤10월          | 11월            | 12월            |
| 삭일(음력)        | 임신일 (壬申日) | 임인일 (壬寅日) | 임신일 (壬申日) | 신축일 (辛丑日) | 신미일 (辛未日) | 경자일 (庚子日) | 경오일 (庚午日) | 기해일 (己亥日) | 기사일 (己巳日) | 무술일 (戊戌日) | 무진일 (戊辰日) | 정유일 (丁酉日) | 정묘일 (丁卯日) |
| 율리우스력        | 257년 2월 1일   | 3월 3일         | 4월 2일         | 5월 1일         | 5월 31일        | 6월 29일        | 7월 29일        | 8월 27일        | 9월 26일        | 10월 25일       | 11월 24일       | 12월 23일       | 258년 1월 22일  |
| 감로 3년 (258년)  | 1월             | 2월             | 3월             | 4월             | 5월             | 6월             | 7월             | 8월             | 9월             | 10월            | 11월            | 12월            |                 |
| 삭일(음력)        | 병신일 (丙申日) | 병인일 (丙寅日) | 을미일 (乙未日) | 을축일 (乙丑日) | 갑오일 (甲午日) | 갑자일 (甲子日) | 갑오일 (甲午日) | 계해일 (癸亥日) | 계사일 (癸巳日) | 임술일 (壬戌日) | 임진일 (壬辰日) | 신유일 (辛酉日) |                 |
| 율리우스력        | 258년 2월 20일  | 3월 22일        | 4월 20일        | 5월 20일        | 6월 18일        | 7월 18일        | 8월 17일        | 9월 15일        | 10월 15일       | 11월 13일       | 12월 13일       | 259년 1월 11일  |                 |
| 감로 4년 (259년)  | 1월             | 2월             | 3월             | 4월             | 5월             | 6월             | 7월             | 8월             | 9월             | 10월            | 11월            | 12월            |                 |
| 삭일(음력)        | 신묘일 (辛卯日) | 경신일 (庚申日) | 경인일 (庚寅日) | 기미일 (己未日) | 기축일 (己丑日) | 무오일 (戊午日) | 무자일 (戊子日) | 정사일 (丁巳日) | 정해일 (丁亥日) | 정사일 (丁巳日) | 병술일 (丙戌日) | 병진일 (丙辰日) |                 |
| 율리우스력        | 259년 2월 10일  | 3월 11일        | 4월 10일        | 5월 9일         | 6월 8일         | 7월 7일         | 8월 6일         | 9월 4일         | 10월 4일        | 11월 3일        | 12월 2일        | 260년 1월 1일   |                 |
| 감로 5년 (260년)  | 1월             | 2월             | 3월             | 4월             | 5월             | 6월             | 7월             | 윤7월           | 8월             | 9월             | 10월            | 11월            | 12월            |
| 삭일(음력)        | 을유일 (乙酉日) | 을묘일 (乙卯日) | 갑신일 (甲申日) | 갑인일 (甲寅日) | 계미일 (癸未日) | 계축일 (癸丑日) | 임오일 (壬午日) | 임자일 (壬子日) | 신사일 (辛巳日) | 신해일 (辛亥日) | 경진일 (庚辰日) | 경술일 (庚戌日) | 기묘일 (己卯日) |
| 율리우스력        | 260년 1월 30일  | 2월 29일        | 3월 29일        | 4월 28일        | 5월 27일        | 6월 26일        | 7월 25일        | 8월 24일        | 9월 22일        | 10월 22일       | 11월 20일       | 12월 20일       | 261년 1월 18일  |

## 같이 보기
- 다른 왕조의 같은 연호
  - 전한(前漢) 감로(기원전 53년 ~ 기원전 50년)
  - 손오(孫吳) 감로(265년 ~ 266년)
  - 전진(前秦) 감로(359년 ~ 364년)

- 중국의 연호